# Emmanuel Todd
Emmanuel Todd (Saint-Germain-en-Laye, 16 de mayo de 1951) es un historiador, demógrafo, sociólogo y politólogo francés, que trabajó en el Instituto Nacional de Estudios Demográficos (Institut National d'Études Démographiques, INED), en París.
Sus investigaciones se centran en los diferentes tipos de familias occidentales, en cómo se desarrollan creencias compartidas y hasta coincidentes respecto de las ideologías y los sistemas políticos, además de indagar en los acontecimientos históricos involucrados en esos hechos.

## Primeros años
Nacido en Saint-Germain-en-Laye, Emmanuel Todd es nieto del escritor Paul Nizan, hijo del periodista Olivier Todd, y padre del historiador David Todd. El historiador Emmanuel Le Roy Ladurie, quien fue pionero de la disciplina conocida como “microhistoria”, era un amigo de la familia del Todd y le ofreció a éste su primer libro de Historia. Ya a la edad de 10 años el entonces niño quería ser arqueólogo cuando fuese mayor. Varios años después estudió en el Lycée international de Saint-Germain-en-Laye, donde llegó a ser miembro de la juventud del entonces poderoso Partido Comunista Francés (PCF).

## Estudios
De pequeño, Todd estudia en el Liceo International de Saint-Germain-En-Laye, en el cual se gradúa con un bachilerato científico. Todd estudió Ciencias Políticas en el Instituto de Estudios Políticos de París y posteriormente viajó al Reino Unido para preparar el doctorado (Ph.D) en Historia en la prestigiosa Universidad de Cambridge. En 1976, defendió su tesis doctoral, titulada “Siete comunidades de campesinos en la Europa preindustrial: Un estudio comparativo de las parroquias rurales francesas, italianas y suecas (siglo XVIII y principios del XIX)". No obstante, lo que le valdría la atención nacional e internacional ese mismo 1976 (cuando solo tenía 25 años de edad) fue su predicción acerca de un eventual colapso de la Unión Soviética, basándose en algunos indicadores demográficos como el incremento de las tasas de mortalidad infantil. Esa obra en cuestión se tituló La chute finale: Essais sur la décomposition de la sphère soviétique (“La caída final: Ensayo sobre la descomposición de la esfera soviética”).

## Vida y escritos
Trabajó durante un tiempo en el servicio literario del periódico Le Monde, para luego volver a sus investigaciones (en particular en lo referido a la conformación y difusión de las ideologías políticas y creencias religiosas según los distintos sistemas familiares (“Explicación de la ideología, familia, estructura y sistema social”, 1983). Luego escribió, entre otros libros, L'invention de l'Europe (“La invención de Europa”, 1990) y Le destin des immigrés (“El destino de los inmigrantes”, 1994). En este último debatió los diferentes modelos de integración de los numerosos residentes extranjeros en el país (en particular, los musulmanes).
Todd se opuso al Tratado de Maastricht, en el referendo francés al respecto llevado a cabo en 1992. Tres años después, en 1995, escribió una memo para la Fundación Saint-Simon, que posteriormente se volvería bastante famoso; en relación con ese escrito, varios medios de comunicación terminarían atribuyéndole
haber acuñado el término compuesto “fractura social” (en francés, fracture sociale), usado por Jacques Chirac durante la campaña electoral francesa de 1995, para así intentar diferenciarse de su entonces rival Édouard Balladur. Sin embargo, Todd ha rechazado la paternidad de esa frase. y en cambio le atribuyó la expresión a Marcel Gauchet.
En Après l'empire. Essai sur la décomposition du système américain (“Después del imperio. Ensayo sobre la descomposición del sistema estadounidense”, 2002) Todd también predijo la caída de los Estados Unidos como la única superpotencia y la aparición o emergencia de un mundo multipolar, ante el avance de la India, Rusia y, sobre todo, de China.
Trece años después de su oposición al Tratado de Maastricht en 1992, Todd se expresó a favor de la Constitución europea en el referendo al respecto llevado a cabo en 2005, abogando por ella a nivel de marco Europeo respecto de las futuras políticas de la Unión.
En su libro Le rendez-vous des civilisations (“El encuentro de las civilizaciones”, 2007), escrito juntamente con su colega demógrafo Youssef Courbage, critica -ya desde el título de la obra- la tesis de choque de civilizaciones enunciada por el politólogo estadounidense Samuel Huntington, resaltando por el contrario puntos de convergencia en los estilos de vida y valores compartidos por las principales civilizaciones.

## Líneas de investigación
Todd ha estudiado procesos históricos desde una perspectiva demográfica y antropológica. En particular, hace hincapié en el efecto de la educación en el desarrollo económico y político de las sociedades. En varios de sus libros resalta la relación, que él considera causal, entre la alfabetización masiva, caída de la tasa de natalidad y transición demográfica, con la ocurrencia de revoluciones políticas y la instauración de sistemas democráticos.
Su argumento se basa en la fuerte tendencia a la igualación económica y política resultante de sociedades homogéneas desde el punto de vista educativo, donde toda la población está alfabetizada pero donde la fracción de población con educación superior es numéricamente irrelevante. Así mismo, considera que la generalización de la educación superior a clases medias numéricamente importantes, y su no extensión al conjunto de la sociedad, genera una estratificación educativa que conduce a la justificación de desigualdades sociales y tiende a destruir la base democrática de una sociedad. Este fenómeno lo observa en los países de la OCDE.
Así mismo, de igual manera que explica la Revolución industrial y el despegue de Europa y de los Estados Unidos entre los siglos XVII y XIX por el avance de la alfabetización y la masificación de la educación. Sus observaciones sobre la pérdida de supremacía de los Estados Unidos se fundan en gran parte sobre la observación de una regresión educativa en este país, desde mediados de la década de 1970.
Otro tema importante de estudio es la relación entre sistemas familiares, definidos de acuerdo a la organización interna (autoritaria o no), externa (endógama o exógama) y a sus reglas de sucesión y herencia (igualitarias o no) con las estructuras políticas y conformación de ideologías en una sociedad.
Define varios tipos de sistemas familiares,

## Trabajos de antropología histórica

### La invención de Francia
Los análisis conjuntos de Emmanuel Todd con el demógrafo Hervé Le Bras en el libro La invención de Francia, publicado en 1981, demuestran por primera vez la diversidad antropológica dentro de una Francia supuesta hasta entonces homogénea. La tesis del trabajo es la siguiente: Francia es un país donde el Estado precedió a la nación; los sistemas familiares son muy diferentes y diversos, pero su modelo organizativo asegura la coherencia en una amplia variedad; el ideal francés del hombre universal es el reflejo de este requisito.
Este análisis tuvo un gran éxito académico y fue un momento importante para el reconocimiento de la antropología histórica en los círculos académicos franceses.

### Relaciones entre sistemas familiares e ideologías
A raíz de este trabajo inicial, en un enfoque holístico, Emmanuel Todd cree que muchos fenómenos sociopolíticos y económicos están determinados por:
- factores demográficos: tasa de fertilidad, tasa de mortalidad infantil, tasa de alfabetización, etc. (aquí, Todd está en la estela de Alfred Sauvy);
- factores antropológicos: Emmanuel Todd asigna una influencia preponderante en las sociedades de los sistemas familiares, que estudió en detalle en sus primeras obras.

La teoría de la relación entre los sistemas familiares y la naturaleza de la superestructura ideológica, sino también económico y social, según Emmanuel Todd, un modelo de gran poder predictivo. De este modo, hace posible construir una interpretación coherente de la historia.
Este enfoque puede tener aplicaciones explicativas y prospectivas. Se parte de la percepción universalista radical de los modelos liberales o marxistas reduciendo humano a un "homo economicus"; un hombre "posado en un charco de aceite" solo movido por el interés individual o colectivo. Por el contrario, de acuerdo con Todd, hay largos movimientos de la historia que no dependen de las circunstancias o ciclos. Por lo tanto, esta teoría valora particularmente el interés de las ciencias sociales y la demografía.
El grueso de la investigación Emmanuel Todd se centra en la hipótesis de una determinación de las ideologías, los sistemas políticos o religiosos por los sistemas familiares. Este trabajo condujo a la publicación de tres libros: El tercer planeta en 1983, La Infancia del mundo en 1984, y La invención de Europa en 1990, lo que pone de manifiesto la diversidad de Europa dentro del continente para concluir que no hay una verdadera cultura común.
Estos trabajos fueron recibidos con frialdad por lo general en el mundo académico que les reprochan su naturaleza reduccionista a un solo factor de antropológico. De acuerdo a Emmanuel Todd, su obra fue rechazada por la universidad, a priori, sin un análisis suficientemente preciso de los datos expuestos. Según E.Todd, los investigadores que comenzaron a publicar sobre el tema fueron amenazados: "He pasado mi vida en la Edad Media", ha concluido en una conferencia.
Sin embargo, Emmanuel Todd logra tocar a un público no académico gracias a los editores Le Seuil y Gallimard. Él es apoyado en particular por Jean-Claude Guillebaud en Seuil.
Según el historiador Pierre Chaunu entusiasta de sus posiciones desde 1983, es una "bomba": "Con tal obra, Emmanuel Todd tendrá problemas durante mucho tiempo en las humanidades. Nada será igual ahora ". Chaunu "saluda a uno de los pocos pensamientos totalmente coherentes y verdaderamente fértiles de esta época".
De acuerdo con el mismo esquema de análisis, presenta en 1994 los modelos de integración de los inmigrantes elegidos por el mundo en los diferentes sistemas nacionales. En Economic Illusion, en 1998, aplica la influencia de las mismas categorías familiares a la variedad de sistemas capitalistas.

### Orígenes y evolución de los sistemas familiares en el mundo
Esta investigación se ha ampliado por medio de un difusionismo metodológico basado en el principio de conservadurismo de las zonas periféricas del campo de la lingüística con el fin de explicar el origen de los sistemas familiares en el mundo y su evolución en la Historia. Este último trabajo ha ayudado a refinar y extender la definición de sistemas familiares originalmente formulados por Le Play.
En 2011, Emmanuel Todd entrega el primero de los dos volúmenes de The Origin of Family Systems, dedicado a Eurasia. Esta es la suma de cuarenta años de investigación y miles de registros, una revisión sistemática del trabajo de los antropólogos de todo el mundo sobre las organizaciones familiares. Un trabajo que consiste en un formateo en una perspectiva histórica del trabajo de los antropólogos de campo. El libro conduce a la presentación de un verdadero modelo de interpretación de la historia. Contradice el sentido común al señalar que el modelo de familia nuclear es el modelo arcaico de la familia y que los modelos de familia troncal y de familia comunitaria son construcciones históricas. Da una interpretación del declive de ciertas sociedades que, sin embargo, lo habían creado todo: el estado, la moneda, la escritura. De hecho, a largo plazo, la complejización de las estructuras familiares, que conduce a la disminución del papel de la mujer, termina sofocando a las sociedades. Por el contrario, el modelo arcaico de la familia nuclear produce sociedades que son menos imaginativas socialmente, pero más dinámicas, constantemente capaces de adaptarse a las circunstancias.

## Ensayos

### La descomposición de la URSS
Todd publica en 1976 La Chute finale, su primer libro. Todd predice "la descomposición de la esfera soviética" por medio de un enfoque histórico. Como era imposible obtener datos fiables de la URSS o visitar este país en condiciones satisfactorias, era necesario analizar este país como historiador, del mismo modo que se estudiaría la historia de los campesinos de la Edad Media; es decir con fuentes muy limitadas. Fue suficiente para construir un modelo basado en algunos datos estadísticos, especialmente demográficos, mortalidad infantil, tasa de suicidio, etc, testimonios e historias. Tal vez no sea tanto el tema de este trabajo lo que sorprende como la metodología que atrae la atención: el poder de su análisis descansa en una interpretación antropológica. En ese momento, en un entorno (particularmente agudo en Francia) de denuncia del totalitarismo, la mayoría de los ensayistas e historiadores sovietólogos, encabezada por los nuevos filósofos, no deja de tener miedo a un aumento de la "amenaza soviética" y no cree en la desaparición de la URSS. En un momento en que el Partido Comunista Francés sigue siendo el partido dominante de la izquierda y el clima internacional es relajante, el trabajo de Emmanuel Todd tiene un bajo impacto en Francia, pero es bien recibido. Los informes en los medios fueron numerosos, pero la información se olvidó rápidamente. El historiador Marc Ferro considera retrospectivamente que este es el "éxito más memorable de la clarividencia en el análisis crítico".
En 1980, publicó una traducción del libro de Christopher Lasch, El complejo de Narciso, The New American Sensitivity, al que a menudo se referirá más adelante, por ejemplo, en el libro Après la démocratie.
En 1979, Le fou et le prolétaire (“El loco y el proletario”), tema en su tesina, dedicada a Jean-François Revel, es un primer intento de explicar el surgimiento de las ideologías en el siglo XX, pero en un enfoque puramente psicológico. La problemática de la esquizofrenia está en el centro de su pensamiento cuando se opone al tipo de análisis liberal o marxista que reduce al hombre a la función del Homo œconomicus.

### Decadencia de los Estados Unidos, emancipación de Europa
Todd publica After the Empire en 2002. Este libro es una reflexión prospectiva sobre el declive del poder de los Estados Unidos, su colapso económico y estratégico, su incapacidad para afirmarse como la única superpotencia en el mundo. Esta prueba es una oportunidad para que Todd anticipe una gran crisis financiera: "¿Cuál es esta economía en la que los servicios financieros, seguros y bienes raíces han crecido dos veces más rápido que la industria entre 1994 y 2000?". Y llega a la siguiente conclusión: "Todavía no sabemos cómo y a qué ritmo los inversores europeos, japoneses y de otro tipo serán arrancados, pero lo serán. Lo más probable es un pánico en el mercado de escala sin precedentes seguido de un colapso del dólar, una cadena que pondría fin al estado económico "imperial" de los Estados Unidos. El libro es un superventas internacional, traducido a más de veinticinco idiomas. El 7 de septiembre de 2007 en una intervención pública rara, Osama bin Laden llama al pueblo estadounidense a estudiar las ideas de algunos intelectuales, y de acuerdo con Pierre-André Taguieff se referiría, sin nombrarlo, a la obra de Emmanuel Todd.
Refiriéndonos a los teóricos del "Choque de civilizaciones", Emmanuel Todd editó con el demógrafo libanés Youssef Courbage, Rendez-vous des civilisations (2007). Basado en un análisis demográfico del mundo musulmán, este trabajo científico invierte la perspectiva común al mostrar en particular que el mundo árabe se está modernizando, con un aumento de la alfabetización y una rápida disminución de la fertilidad. Los autores se sorprenden de que este desarrollo, comparable al de Europa en otros momentos de la historia, no produzca una crisis de transición que, más allá del extremismo religioso, conduzca a una agitación política. , especialmente en Túnez. ¡Después del estallido de las revoluciones árabes, Todd especifica en el libro Alá es para nada! (2011) que el colapso de la endogamia característica de la organización de la familia árabe fue la variable que permitió la liberación de estas sociedades.

## Tomas de posición

### La división social y la era posdemocrática
En 1995, escribió, para la Fundación Saint-Simon, una nota titulada "Los orígenes del malestar político francés". Este análisis lo hizo consciente de los medios de comunicación, que erróneamente le atribuyeron la paternidad de la expresión "fractura social", expresión que en realidad proviene de un texto de Marcel Gauchet.
Dijo que el mundo de los medios políticos ha entrado en la fase de posdemocrática a finales del siglo XX, separándose de las preocupaciones del proletariado y las clases medias que se han alejado de la "élite", como lo demuestran las campañas del sí en el referéndum sobre el Tratado de Maastricht en 1992, el referéndum sobre la Constitución Europea en 2005, o la reforma de las pensiones de 2010.

### Proteccionismo europeo
Todd defiende la idea proteccionista desde la década de los 90 sobre la base de la obra de Friedrich List, del cual inicia la reedición del libro Sistema Nacional de Economía Política en 1998. Todd dice que el proteccionismo a través la Unión Europea podría compensar los fallos de funcionamiento individuales de las divisas, el aumento de la desigualdad y combatir la presión salarial ejercidas en Europa a causa del libre comercio completo. Aboga por esta opción junto a los economistas Jean-Luc Gréau y Jacques Sapir, proponiendo un Manifiesto para un debate sobre el libre comercio. El 16 de junio de 2011, presentan una encuesta del IFOP financiada por este grupo: "Los franceses, el proteccionismo y el libre comercio".
Sin embargo, desde 2012, Emmanuel Todd milita más a favor de la opción proteccionista Europea, al creer en la posibilidad de salvar el euro que él consideraba condenado irremediablemente, siendo el factor de crecimiento de las diferencias entre los países de la región euro. Hizo hincapié en que Europa se ha convertido en un sistema jerárquico y autoritario bajo la dominación alemana, lo que lleva a la desindustrialización, en particular los países miembros de la zona del euro. Desde la perspectiva de la historia a largo plazo, Emmanuel Todd cree que este fallo demuestra que las naciones europeas pueden superar pocas diferencias entre ellos y que Europa se encuentra en el curso ordinario de su historia, con sus antiguas contradicciones, mientras que había sido controlada por las grandes potencias de la época de posguerra.

### Mundo angloamericano
Habiendo estudiado en Cambridge, Todd mantiene vínculos privilegiados con el mundo angloamericano, donde pasa la mayor parte de su vida intelectual. En ese sentido explica en una entrevista que es "completamente pro-estadounidense".

#### Elección de Barack Obama
Todd no comparte el entusiasmo que siguió a la elección del primer presidente mulato en la historia de los Estados Unidos: “Un Estados Unidos presa del pánico acaba de elegirlo. Con esta crisis del sistema financiero estadounidense, en un país que cree mucho en el dinero, es un país en estado de pánico.”

#### Brexit y elección de Donald Trump
Sintiéndose "en el campo ganador" con estos dos eventos, Todd ofrece un análisis de estos fenómenos al reanudar su trabajo sobre los efectos dañinos del libre comercio y el avance intelectual del mundo angloamericano.
Habiendo anticipado el Brexit en 2014, Todd ve la salida del Reino Unido de la Unión Europea como una demostración del autoritarismo de esta última. “Los británicos se van porque no les gusta la burocracia de Bruselas, claro, pero sobre todo porque tienen la libertad bajo su control”, explica, o incluso: “La eurozona se ha convertido en un bloque autoritario, ansioso por mantener a reya a los Británicos y con ellos a la democracia liberal".
En cuanto a la elección de Donald Trump en Estados Unidos, Emmanuel Todd no ensalza al personaje "sino a su electorado", la denuncia del libre comercio, que también había permitido el ascenso de Bernie Sanders, habiendo favorecido su victoria contra Hillary Clinton. Durante su mandato, Todd felicitó las medidas proteccionistas tomadas por Trump en quien veía a un neolista, "liberal en casa y estatista frente al resto del mundo".

## Cita
“La idea de que, bajo el pretexto de que un país es democrático, sus ciudadanos, después de un debate interno, pueden legítimamente decidir bombardear a los ciudadanos de otro país es una idea que terminará matando a la democracia. Los Estados Unidos son más peligrosos que Irán para la paz”

Fuente:

## Obras
- La chute finale: Essai sur la décomposition de la sphère soviétique (“La caída final: Ensayo sobre la descomposición de la esfera soviética”, 1976).
- Le fou et le prolétaire (“El loco y el proletario”), Éditions Robert Laffont, París, 1979.
- L'invention de la France (“La invención de Francia”, con Hervé Le Bras), Éditions Pluriel-Hachettes, París, 1981.
- La troisième planète (“El tercer planeta”), Éditions du Seuil, colección Empreintes, París, 1983.
- L'enfance du monde (“La infancia del mundo”) Éditions du Seuil, colección Empreintes, París, 1984.
- La nouvelle France (“La nueva Francia”), Éditions du Seuil, colección L'Histoire immédiate, París, 1988.
- L'invention de l'Europe (“La invención de Europa”), 1990.
- Le destin des immigrés (“El destino de los inmigrantes”), 1994.
- L'illusion économique. Essai sur la stagnation des sociétés développées (“La ilusión económica. Ensayo sobre el estancamiento de las sociedades desarrolladas”), 1998.
- La diversité du monde: Famille et modernité (“La diversidad del mundo: Familia y modernidad”), Éditions du Seuil, colección L'histoire immédiate, París, 1999.
- Après l'empire. Essai sur la décomposition du système américain (“Después del imperio: Ensayo sobre la descomposición del sistema estadounidense”), Gallimard, 2002.
- Le rendez-vous des civilisations (“La cita de las civilizaciones”, junto a Youssef Courbage), Le Seuil, colección La République des idées, 2007.
- Après la démocratie (“Después de la democracia”), Gallimard, París, 2008.
- Después del imperio. Ensayo sobre la descomposición del sistema norteamericano, Foca, 2003, 978-84-95440-37-2
- Encuentro de civilizaciones, Foca, 2009, 978-84-96797-12-3
- Después de la democracia, Akal, 2010, 978-84-460-3146-8

- Allah n'y est pour rien !, Paris, Le Publieur, coll. arretsurimages.net, 2011. Publié également en allemand.
- Le mystère français, (en collaboration avec Hervé Le Bras), Paris, Le Seuil, coll. « La République des idées », mars 2013 (ISBN 2021102165).
- Qui est Charlie?, Seuil, 2015, 252 p. (ISBN 978-2021279092)
- Où en sommes-nous ? Une esquisse de l'histoire humaine, Paris, Le Seuil, coll. « Sciences humaines », 2017 (ISBN 9782021319002).
- La Derrota de Occidente, Akal, 2024, 9788446055570
- Futuro : L'Origine des systèmes familiaux, Tome 2 : l'Afrique, l'Amérique et l'Océanie.